# Росново (Грифінський повіт)
Росново (пол. Rosnowo) — село в Польщі, у гміні Тшцинсько-Здруй Грифінського повіту Західнопоморського воєводства.
Населення — 203 особи (2011).
У 1975-1998 роках село належало до Щецинського воєводства.

## Демографія
Демографічна структура станом на 31 березня 2011 року:
|          | Загалом | Допрацездатний вік | Працездатний вік | Постпрацездатний вік |
| -------- | ------- | ------------------ | ---------------- | -------------------- |
| Чоловіки | 112     | 24                 | 76               | 12                   |
| Жінки    | 91      | 9                  | 49               | 33                   |
| Разом    | 203     | 33                 | 125              | 45                   |